# Félix Quesada
Félix Quesada Más (Madrid, Comunidad de Madrid, España, 1 de julio de 1902 - 9 de julio de 1959) fue un futbolista español que jugaba de defensa y que desarrolló toda su carrera deportiva en el Real Madrid Club de Fútbol de la Primera División de España.
Considerado como uno de los mejores canteranos y futbolistas del club madrileño, recibió un balón de oro, como premio al mejor futbolista, otorgado por la Asociación de la Prensa de España en 1926, lo que fue un vago precedente del actual Balón de Oro de France Football y que no tuvo continuidad.

## Trayectoria
Comenzó su carrera deportiva en los equipos formativos del Recreativo Español de Madrid. Pronto destacó por sus cualidades y pasó a formar parte de las categorías inferiores del Real Madrid Foot-Ball Club. En 1922, cuando todavía no había cumplido 20 años, consiguió debutar con el primer equipo, y se afianzó como uno de los pilares defensivos a pesar de su baja estatura. Pese a ello, un gran sentido de la colocación y su rapidez le convirtieron en un jugador difícil de sobrepasar y llegó a ser en el capitán en el período entre 1928 y 1935.
Poseía una gran pegada al balón y era considerado un especialista en los lanzamientos de penalti, modo del que anotó la mayoría de los 32 tantos anotados en su carrera deportiva como profesional. Coincidiendo con el cese de las actividades deportivas en el país con la Guerra Civil, puso fin a su vinculación con el club y con ello a su carrera, después de quince años como madridista. Fue junto a Ricardo Zamora, Ciriaco Errasti y Jacinto Quincoces entre otros, uno de los pilares defensivos del equipo que conquistó los dos primeros Campeonatos de Liga del club en 1932 y 1933.
- Categorías inferiores del Recreativo Español de Madrid
- Categorías inferiores del Real Madrid Club de Fútbol
- 1921-36 Real Madrid Club de Fútbol

## Selección nacional
Fue nueve veces internacional con la selección española, con la que debutó en Barcelona el 21 de diciembre de 1924 en un partido contra la selección austríaca. Autor de un gol en dichos registros, anotado en el partido con resultado de 1-1 frente a la selección italiana del 22 de abril de 1928, fue recordado su período como internacional sobre todo por su célebre último partido con la camiseta nacional.
Éste fue el 15 de mayo de 1929 frente a la selección inglesa, que hasta la fecha no había perdido ningún encuentro internacional fuera de su país. Dicha efeméride y que no en vano fuesen los inventores del fútbol, presentó al encuentro como uno de los más atractivos del momento. Acontecido en el Estadio Metropolitano los españoles vencieron por 4-3 y supuso la primera derrota de los ingleses fuera de las islas británicas. Las crónicas de la época señalaron a Félix Quesada como el mejor jugador del encuentro. Pese a ello el jugador no volvió a comparecer con el combinado español.
Posteriormente fue seleccionador en el año 1951.

## Estadísticas

### Clubes
Datos actualizados a final de carrera.
| Real Madrid F. C. | 1922-23       | 1.ª C.        | Inexistente | Inexistente | 1  | -  | 6   | 3  | 7   | 3  | 0.43 |
| Real Madrid F. C. | 1923-24       | 1.ª C.        | Inexistente | Inexistente | 6  | 1  | 7   | 3  | 13  | 4  | 0.31 |
| Real Madrid F. C. | 1924-25       | 1.ª C.        | Inexistente | Inexistente | -  | -  | 8   | 2  | 8   | 2  | 0.25 |
| Real Madrid F. C. | 1925-26       | 1.ª C.        | Inexistente | Inexistente | 6  | -  | 8   | 2  | 14  | 2  | 0.14 |
| Real Madrid F. C. | 1926-27       | 1.ª C.        | Inexistente | Inexistente | 7  | 3  | 13  | 3  | 20  | 6  | 0.30 |
| Real Madrid F. C. | 1927-28       | 1.ª C.        | Inexistente | Inexistente | 12 | 3  | 12  | 3  | 24  | 6  | 0.25 |
| Real Madrid F. C. | 1928-29       | 1.ª           | 18          | 1           | 9  | 2  | 6   | -  | 33  | 3  | 0.09 |
| Real Madrid F. C. | 1929-30       | 1.ª           | 18          | 1           | 10 | 1  | 8   | -  | 36  | 2  | 0.06 |
| Real Madrid F. C. | 1930-31       | 1.ª           | 16          | -           | 6  | -  | 7   | 2  | 29  | 2  | 0.07 |
| Madrid F. C. | 1931-32       | 1.ª           | 4           | -           | -  | -  | 5   | -  | 9   | 0  | 0    |
| Madrid F. C. | 1932-33       | 1.ª           | 2           | -           | 1  | -  | 1   | -  | 4   | 0  | 0    |
| Madrid F. C. | 1933-34       | 1.ª           | 16          | -           | -  | -  | 9   | -  | 25  | 0  | 0    |
| Madrid F. C. | 1934-35       | 1.ª           | 13          | -           | -  | -  | 8   | 2  | 21  | 2  | 0.09 |
| Madrid F. C. | 1935-36       | 1.ª           | -           | -           | -  | -  | 2   | -  | 2   | 0  | 0    |
| Total club | Total club    | Total club    | 87          | 2           | 58 | 10 | 100 | 20 | 245 | 32 | 0,13 |
| Total carrera | Total carrera | Total carrera | 87          | 2           | 58 | 10 | 100 | 20 | 245 | 32 | 0,13 |
| (1) No existía el Campeonato de Liga (1922-28). Club de 1.ª categoría por la Federación Regional Centro. (2) Incluye datos de la Copa de España (1922-36). (3) Incluye datos del Campeonato Regional Centro / Copa Federación Centro (1922-36). |               |               |             |             |    |    |     |    |     |    |      |

## Palmarés
| Título              | Club         | Año  |
| ------------------- | ------------ | ---- |
| Campeonato Regional | Madrid F. C. | 1923 |
| Copa Regional       | Madrid F. C. | 1923 |
| Campeonato Regional | Madrid F. C. | 1924 |
| Campeonato Regional | Madrid F. C. | 1926 |
| Campeonato Regional | Madrid F. C. | 1927 |
| Copa Regional       | Madrid F. C. | 1928 |
| Campeonato Regional | Madrid F. C. | 1929 |
| Campeonato Regional | Madrid F. C. | 1930 |
| Campeonato Regional | Madrid F. C. | 1931 |
| Mancomunado         | Madrid F. C. | 1932 |
| Campeonato de Liga  | Madrid F. C. | 1932 |
| Mancomunado         | Madrid F. C. | 1933 |
| Campeonato de Liga  | Madrid F. C. | 1933 |
| Mancomunado         | Madrid F. C. | 1934 |
| Copa                | Madrid F. C. | 1934 |
| Mancomunado         | Madrid F. C. | 1935 |
| Mancomunado         | Madrid F. C. | 1936 |
| Copa                | Madrid F. C. | 1936 |

## Distinciones individuales
- 1 Balón de Oro de la Asociación de la Prensa en 1926.[2][8]